# Bundesopiumstelle
Die Bundesopiumstelle (BOPST) gehört zum Geschäftsbereich des Bundesinstituts für Arzneimittel und Medizinprodukte (BfArM) und regelt den Verkehr mit Betäubungsmitteln (Narcotics and Psychotropics) und Grundstoffen (Precursors). Grundlage des Handelns ist das Betäubungsmittelgesetz von 1981 und das Grundstoffüberwachungsgesetz von 1994.

## Aufbau
Bei der Bundesopiumstelle handelt es sich um die Abteilung 8 des BfArM, die in vier Fachgebiete gegliedert ist. Dort sind ungefähr 50 Mitarbeiter beschäftigt. Jedes Fachgebiet wird jeweils von einem Apotheker geleitet.

## Aufgaben
- Erteilung von Erlaubnissen zur Teilnahme am Betäubungsmittel- und/oder Grundstoffverkehr
- Überwachung des Betäubungsmittel- und Grundstoffverkehrs bei den Erlaubnisinhabern (Hersteller, Händler, Importeure, Exporteure, Anbauer und wissenschaftliche Einrichtungen) durch Prüfung der Meldungen nach § 18 BtMG bzw. § 18 GÜG und Inspektionen der Betriebsstätten und Lagerräume
- Erteilung von Ein- und Ausfuhrgenehmigungen für Betäubungsmittel und Grundstoffe
- Anfertigung, Ausgabe und Auswertung der zur Verschreibung von Betäubungsmitteln vorgeschriebenen amtlichen Formblätter (Betäubungsmittelrezepte/ -anforderungsscheine)
- Führen des Substitutionsregisters nach § 5a BtMVV
- Erteilung von Betäubungsmittel-Nummernbescheiden für Apotheken und tierärztliche Hausapotheken
- Nationale Kontaktstelle für die Durchführung des Ratsbeschlusses der Europäischen Union über die Übermittlung von Proben kontrollierter Stoffe, gemäß Bekanntmachung vom 9. Dezember 2002 (BGBl. I S. 26345[2])
- Verwaltungsdienststelle im Sinne des Einheits-Übereinkommen von 1961 über Suchtstoffe, der Konvention über psychotrope Substanzen von 1971 und dem Übereinkommen der Vereinten Nationen gegen den unerlaubten Verkehr mit Suchtstoffen und psychotropen Stoffen von 1988: Meldungen an den Internationalen Suchtstoffkontrollrat über den nationalen Verbrauch von Betäubungsmitteln für medizinische und wissenschaftliche Zwecke sowie Meldungen an die Europäische Kommission über Art und Umfang des grenzüberschreitenden Verkehrs bzw. den Grundstoffverkehrs

## Geschichte
Das Deutsche Reich verpflichtete sich im Vertrag von Versailles, den Handel mit Opium einzuschränken, und trat 1920 der Haager Opiumkonvention bei. Im selben Jahr wurde ein Umsetzungsgesetz verabschiedet und die Opiumverteilstelle im Reichsgesundheitsamt gegründet. 1924 wurde sie zur Opiumabteilung und 1952 zur Bundesopiumstelle.